# Аксёнов, Михаил Петрович
Михаи́л Петро́вич Аксёнов (1934—2002) — советский и российский археолог, доктор исторических наук (1989), профессор Иркутского государственного университета.

## Биография
В 1953 году окончил среднюю школу рабочей молодёжи № 7.
С 1953 по 1954 год работал лаборантом в лаборатории Лисихинского кирпичного завода.
В 1962 году окончил Иркутский государственный университет.
С 1962 по 1965 год находился в аспирантуре ИГУ.
В 1954 году был призван в Советскую армию, службу проходил в Забайкальском военном округе.
В 1965 году Михаил Петрович ушел из университета в музей и трудился в должности заместителя директора по науке.
С 1965 по 1970 год работает заместителем директора по научной части Иркутского областного музея краеведения.
С 1970 по 1975 год Михаил Петрович является исполняющим обязанности доцента в Иркутском государственном университете.
С 1975 избран на должность доцента кафедры всеобщей истории Иркутского госуниверситета.
Михаил Петрович был секретарем комсомольской организации факультета, членом бюро горкома ВЛКСМ, членом парторганизации факультета, партгрупоргом кафедры всеобщей истории, редактором стенной газеты факультета.

## Научная деятельность
с 1958 года, Михаил Петрович активно участвовал в археологических экспедициях под руководством М. М. Герасимова.
В 1960-х годах проводит самостоятельных археологических исследования будущего ложа Усть-Илимской ГЭС, где было обнаружено более 70 местонахождений археологии.
С 1965 по 1970 проводит самостоятельные археологические исследования, так же исследует археологические памятники в долинах рек Ангары, Лены, Илима, Витима, озера Байкал и их притоков.
В 1970 году Михаил Петрович защитил кандидатскую диссертацию на тему: «Верхоленская Гора — памятник каменного века Сибири» под руководством А. П. Окладникова.
В 1973 году Ленской археологической партией ИГУ открыт Поповский луг под руководством Михаила Петровича.
В 1989 году он защитил докторскую диссертацию на тему «Палеолит и мезолит Верхней Лены».
Участвовал в подготовке многотомной «Археологии Сибири», руководил группой молодых археологов, проводивших исследования по разделу «Палеоэкология человека юга Средней Сибири».
Михаилом Петровичем открыто более полусотни памятников докерамических периодов юга Средней Сибири.
Им открыто и изучен палеолитическое поселение Мастерово-4.
Им написано 80 научных статей по археологии Верхней Лены и сопредельных территорий.

## Семья
- Жена — Алиева Алиса Назаровна
  - Дочь — Аксенова Татьяна Михайловна[3]
  - Дочь — Аксенова (Гусеевская) Светлана Михайловна

## Основные публикации
- Стоянка Черемушник: (К вопросу о месте бадайской культуры в каменном веке Приангарья) // Древняя Сибирь. — Новосибирск : Наука, 1966. — Вып. 2: Сибирский археологический сборник. — С. 23-37.
- Многослойный археологический памятник Макарово II // Древняя история народов юга Восточной Сибири. — Иркутск : Изд-во Иркут. ун-та, 1974. — Вып. 1. — С. 91-126.
- Комплекс донеолитических местонахождений у деревни Кистенево на Верхней Лене: (предварит. итоги) // Древняя история народов юга Восточной Сибири. — Иркутск : Изд-во Иркут. ун-та, 1975. — Вып. 3. — С. 81-114. — Соавт.: В. А. Лынша, М. В. Шуньков.
- Археологическая стратиграфия и послойное описание инвентаря Верхоленской горы I // Мезолит Верхнего Приангарья. — Иркутск : Изд-во Иркут. ун-та, 1980. — Вып. 2: Памятники Иркутского района. — С. 45-93.
- Исследование памятников каменного века на Верхней Лене // Археологические открытия 1980 года. — М. : Наука, 1981. — С. 162—163.
- Возраст и место стоянки Макарово III в палеолите Верхней Лены // Палеолит и мезолит юга Сибири. — Иркутск : Изд-во Иркут. ун-та, 1982. — С. 108—126.
- Исследование донеолитических комплексов на Верхней Лене // Байкальская Сибирь в древности. — Иркутск, 1995. — С. 45-60.
- Eccelerator Radicarbon Dating of the Unitial Upper Paleolithic in Southeast Siberia // Antiquity. — 1995. — Vol. 69. — N 263. — P. 349—357. (Coauthor — Goebel T.)
- Донеолитические местонахождения Качугско-Верхоленского участка Верхней Лены // Археологическое наследие Байкальской Сибири: изучение, охрана и использование. — Иркутск, 1996. — Вып. 1. — С. 12-22[3].